# 博尔羌吉镇
博尔羌吉镇，是中华人民共和国新疆维吾尔自治区哈密市巴里坤哈萨克自治县下辖的一个乡镇级行政单位。因西南部蒙古语意为“灰色的乱山”的博尔羌吉山而得名。

## 地理
博尔羌吉镇位于巴里坤县西北部，东邻大河镇，南接黄土场开发区，西毗大红柳峡乡，北与三塘湖乡为邻，总面积2300平方千米。位于天山东段北侧山间盆地，属平原型丘陵，海拔1500~2050米。属大陆性冷凉干旱气候，多年平均气温2.7℃，1月平均气温零下16.9℃，极端最低气温零下41.4℃；7月平均气温18.9℃，极端最高气温35.0℃。平均气温年较差58.3℃。生长期年平均120天，无霜期年平均127天，年平均日照时数3 030.5小时。0℃以上持续期199.3天。年平均降水量230.5毫米，年平均降雨日数为113天。

## 歷史
清嘉庆年间有人在此采煤、炼焦炭，清光绪年间已具一定规模，1945年，成立官办的镇西县裕新煤炭公司；1953年成立县煤矿；1958年陆续开建红星煤矿、红山煤矿、奎苏煤矿；1985年由居民集资开建东头渠联营煤矿、新户联营煤矿、三十里馆子联营一矿、三十里馆子联营二矿。1965年巴里坤县在石人子乡建立起第一个化工厂。随后在县城建起县化工厂，1974年建起石人子第二化工厂。1986年建镇。2003年镇政府由原驻地二红山居委会搬迁至镜儿泉居委会。

## 经济
经济以工业为主，主要企业有明鑫有限责任公司、朱家煤矿、天顺煤炭有限公司、化工厂、芒硝矿、兰炭厂等。2010年，硫化碱产量10.5万吨左右，产能占全国市场的1/4，煤产量440万吨，年生产总值1.2亿元，约占地方财政收入的79%。2011年，博尔羌吉镇硫化碱产量10.5万吨左右，产能占全国市场的1/4，工业总产值达到1.2亿元，有商业网点32个，职工45人，社会商品销售总额达12.3万元。2018年，博尔羌吉镇有工业企业23个，营业面积超过50平方米以上的综合商店或超市4个。有西黄线、501专线、1号路、3号路、5号路等公路。

## 社會
2011年末，博尔羌吉镇辖区户籍总人口454人。2017年，博尔羌吉镇常住人口580人。2018年，博尔羌吉镇户籍人口356人。2010年，有农牧民技术学校1所，镇卫生院1所，卫生室1所，文化站、广播站各1个，企业书屋3个，各类图书室4个。

## 行政区划
博尔羌吉镇下辖以下地区：
镜儿泉社区和二红山社区。